# Mahmoud Hamada
Mahmoud Hamada Awad (in arabo محمود حمادة عوض‎?; 1º novembre 1993) è un calciatore egiziano, centrocampista dell'Al-Masry e della nazionale egiziana.

## Carriera

### Club
Ha giocato nella prima divisione egiziana.

### Nazionale
Il 30 dicembre 2023 viene incluso dal CT Rui Vitória nella rosa dei 27 convocati per la fase finale della Coppa d'Africa 2023, disputata in Costa d'Avorio. L'Egitto verrà eliminato agli ottavi di finale dalla RD del Congo ai calci di rigore.

## Statistiche

### Cronologia presenze e reti in nazionale
| Cronologia completa delle presenze e delle reti in nazionale ― Egitto | Cronologia completa delle presenze e delle reti in nazionale ― Egitto | Cronologia completa delle presenze e delle reti in nazionale ― Egitto | Cronologia completa delle presenze e delle reti in nazionale ― Egitto | Cronologia completa delle presenze e delle reti in nazionale ― Egitto | Cronologia completa delle presenze e delle reti in nazionale ― Egitto | Cronologia completa delle presenze e delle reti in nazionale ― Egitto | Cronologia completa delle presenze e delle reti in nazionale ― Egitto |
| Data                                                                  | Città                                                                 | In casa                                                               | Risultato                                                             | Ospiti                                                                | Competizione                                                          | Reti                                                                  | Note                                                                  |
| --------------------------------------------------------------------- | --------------------------------------------------------------------- | --------------------------------------------------------------------- | --------------------------------------------------------------------- | --------------------------------------------------------------------- | --------------------------------------------------------------------- | --------------------------------------------------------------------- | --------------------------------------------------------------------- |
| 23-9-2022                                                             | Alessandria d'Egitto                                                  | Egitto                                                                | 3 – 0                                                                 | Niger                                                                 | Amichevole                                                            | -                                                                     |                                                                       |
| 27-9-2022                                                             | Alessandria d'Egitto                                                  | Egitto                                                                | 3 – 0                                                                 | Liberia                                                               | Amichevole                                                            | -                                                                     | 45’                                                                   |
| 18-11-2022                                                            | Al Kuwait                                                             | Belgio                                                                | 1 – 2                                                                 | Egitto                                                                | Amichevole                                                            | -                                                                     | 88’                                                                   |
| 24-3-2023                                                             | Il Cairo                                                              | Egitto                                                                | 2 – 0                                                                 | Malawi                                                                | Qual. Coppa d'Africa 2023                                             | -                                                                     | 68’                                                                   |
| 28-3-2023                                                             | Lilongwe                                                              | Malawi                                                                | 0 – 4                                                                 | Egitto                                                                | Qual. Coppa d'Africa 2023                                             | -                                                                     | 70’                                                                   |
| 14-6-2023                                                             | Marrakech                                                             | Guinea                                                                | 1 – 2                                                                 | Egitto                                                                | Qual. Coppa d'Africa 2023                                             | -                                                                     | 67’                                                                   |
| 18-6-2023                                                             | Il Cairo                                                              | Egitto                                                                | 3 – 0                                                                 | Sudan del Sud                                                         | Amichevole                                                            | -                                                                     | 34’ 62’                                                               |
| 8-9-2023                                                              | Il Cairo                                                              | Egitto                                                                | 1 – 0                                                                 | Etiopia                                                               | Qual. Coppa d'Africa 2023                                             | -                                                                     |                                                                       |
| 12-9-2023                                                             | Il Cairo                                                              | Egitto                                                                | 1 – 3                                                                 | Tunisia                                                               | Amichevole                                                            | -                                                                     | 64’                                                                   |
| 19-11-2023                                                            | Monrovia                                                              | Sierra Leone                                                          | 0 – 2                                                                 | Egitto                                                                | Qual. Mondiali 2026                                                   | -                                                                     | 69’                                                                   |
| 28-1-2024                                                             | San-Pedro                                                             | Egitto                                                                | 1 – 1 dts (7 - 8 dtr)                                                 | RD del Congo                                                          | Coppa d'Africa 2023 - Ottavi di finale                                | -                                                                     | 83’                                                                   |
| Totale                                                                |                                                                       | Presenze                                                              | 11                                                                    |                                                                       | Reti                                                                  | 0                                                                     |                                                                       |